# Gran Premio de Algarve de Motociclismo
El Gran Premio de Algarve de Motociclismo es una carrera de motociclismo de velocidad que forma parte del calendario de la temporada 2021 de MotoGP.
Debe su nombre a que el Autódromo Internacional do Algarve se encuentra en el Región de Algarve y como uno de los tres circuitos en los que, debido a las cancelaciones y aplazos de grandes premios por causa de la pandemia del coronavirus, se van a disputar dos grandes premios, era necesario una nueva denominación para distinguirlo del Gran Premio de Portugal.

## Ganadores del Gran Premio de Algarve

### Por año
| Año  | Circuito | Moto3        | Moto3       | Moto2        | Moto2       | MotoGP            | MotoGP      |
| Año  | Circuito | Piloto       | Constructor | Piloto       | Constructor | Piloto            | Constructor |
| ---- | -------- | ------------ | ----------- | ------------ | ----------- | ----------------- | ----------- |
| 2021 | Algarve  | Pedro Acosta | KTM         | Remy Gardner | Kalex       | Francesco Bagnaia | Ducati      |